# Margarita del Reino Unido
La princesa Margarita, condesa de Snowdon (Margaret Rose; Castillo de Glamis, Escocia, 21 de agosto de 1930-Londres, Inglaterra, 9 de febrero de 2002) fue la condesa de Snowdon desde 1961 hasta su muerte en 2002. Fue la hija menor de los reyes-emperadores Jorge VI del Reino Unido e Isabel, por lo que fue también un miembro de la familia real británica, princesa del Reino Unido y hermana menor de la reina Isabel II.
Pasó gran parte de su infancia con sus padres y su hermana. Su vida cambió drásticamente a los seis años cuando su tío paterno, el rey Eduardo VIII, abdicó para casarse con la divorciada Wallis Simpson. El padre de Margarita se convirtió en rey y su hermana en heredera, con Margarita en segundo lugar en la línea de sucesión al trono. Durante la Segunda Guerra Mundial, las dos hermanas se quedaron en el Castillo de Windsor a pesar de las sugerencias de evacuarlas a Canadá. Durante los años de la guerra se la consideró demasiado joven para desempeñar funciones oficiales, continuando su educación.
Después de la guerra, Margarita se convirtió en una de las personas de la alta sociedad más célebres del mundo, famosa por su glamuroso estilo de vida y sus reputados romances. Lo más famoso es que se enamoró del coronel de aviación Peter Townsend. En 1952 murió su padre, su hermana se convirtió en reina y Townsend se divorció de su esposa, Rosemary. Propuso matrimonio a Margarita a principios del año siguiente. Muchos en el gobierno creían que sería un marido inadecuado para la hermana de 22 años de la reina y la Iglesia de Inglaterra se negó a aprobar el matrimonio con un hombre divorciado. Margarita finalmente abandonó sus planes con Townsend y se casó con el fotógrafo Antony Armstrong-Jones en 1960; la reina lo nombró conde de Snowdon. La pareja tuvo un hijo, David, y una hija, Sarah, antes de divorciarse en 1978.
Margarita era un miembro controvertido de la familia real británica. Su divorcio recibió mucha publicidad negativa y su vida privada fue durante muchos años objeto de intensa especulación por parte de los medios de comunicación y los observadores reales. Su salud se deterioró gradualmente en las dos últimas décadas de su vida. Fue una gran fumadora durante la mayor parte de su vida adulta y tuvo una operación de pulmón en 1985, un brote de neumonía en 1993 y al menos tres accidentes cerebrovasculares entre 1998 y 2001. Murió en Londres el 9 de febrero de 2002 después de sufrir un cuarto y último accidente cerebrovascular, a los 71 años.

## Primeros años
Nació como Su Alteza Real la princesa Margarita de York, el 21 de agosto de 1930 en el Castillo de Glamis (lugar donde vivió su madre durante su infancia y parte de su juventud), en Escocia. Su padre era el príncipe Alberto, duque de York, segundo hijo del rey Jorge V y de la reina María. Su madre era Isabel, duquesa de York (anteriormente lady Elizabeth Bowes-Lyon), la hija del XIV conde de Strathmore y Kinghorne. Como nieta del monarca por línea paterna, Margarita gozaba del tratamiento de alteza real y el título de princesa del Reino Unido desde su nacimiento. 
Fue bautizada en la capilla privada del Palacio de Buckingham el 30 de octubre de 1930 por Cosmo Lang, arzobispo de Canterbury, y sus padrinos fueron su tío Eduardo, príncipe de Gales (el futuro rey Eduardo VIII), la prima de su padre la princesa Ingrid de Suecia, su tía abuela la princesa Victoria, su tía materna lady Rose Leveson-Gower y su tío materno David Bowes-Lyon. 

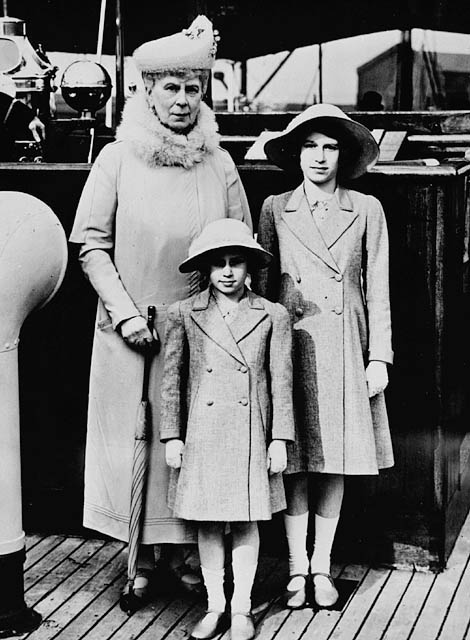
Las princesas Margarita (centro) e Isabel (derecha) posando en una fotografía junto a su abuela paterna, María de Teck, 1939.

Margarita fue educada junto con su hermana, la princesa Isabel, por su institutriz, Marion Crawford. En 1936 su tío el rey Eduardo VIII abdicó al trono para casarse con Wallis Simpson, y su padre ascendió como Jorge VI. Desde ese momento, fue conocida como Su Alteza Real la princesa Margarita. Asistió a la coronación de sus padres en 1937, y fue segunda en la línea de sucesión al trono británico hasta el nacimiento de su sobrino, el príncipe Carlos, en 1948. 
Durante la Segunda Guerra Mundial, Margarita permaneció en el Castillo de Windsor, a las afueras de Londres, a pesar de las sugerencias de evacuarlas a Canadá. Durante los años de guerra, fue considerada demasiado joven para realizar cualquier tarea oficial y en su lugar continuó su educación. La educación de Margarita fue supervisada principalmente por su madre, quien en palabras de Randolph Churchill, "nunca tuvo el objetivo de educar a sus hijas para que fueran más que buenas señoritas". 
El 6 de febrero de 1952, su padre murió, convirtiéndose así su hermana mayor en la reina Isabel II. Margarita fue vista a menudo, como un miembro controvertido de la familia real británica. Su divorcio en 1978 recibió mucha publicidad negativa, y estuvo asociada sentimentalmente con varios hombres. Fumaba mucho durante la mayor parte de su vida adulta.
Sus principales intereses eran organizaciones de actos benéficos, música y ballet. Fue presidenta de la sociedad nacional y de la Real Sociedad Escocesa para la prevención de la crueldad contra los niños. Fue gran presidenta de la Brigada de ambulancias de San Juan y Coronel en jefe del Cuerpo de Enfermería del Ejército Real de la reina Alexandra. También fue presidenta o mecenas de numerosas organizaciones. A pesar de esto, en algunos momentos, Margarita fue criticada por no ser tan activa como otros miembros de la familia real.

## Romance con Peter Townsend

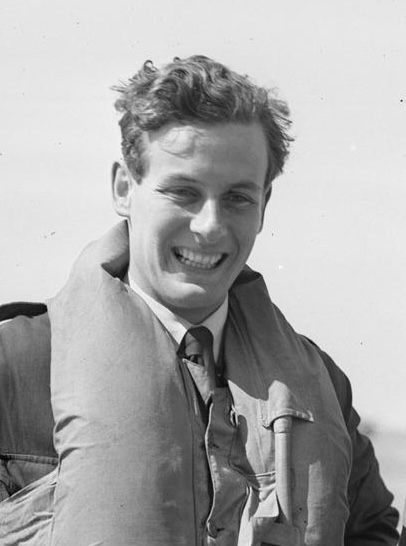
Peter Townsend en 1940.

Después de la guerra, tuvo un romance con el coronel (capitán de grupo) Peter Townsend, caballerizo del rey Jorge VI y de la reina Isabel II, que es el más conocido para las columnas de chismes por su romance malogrado. A pesar de la honorable carrera de él, no había ninguna posibilidad de que se casase con la princesa, por estar divorciado, y por no gozar del mismo rango social. Su relación causó una gran controversia. 
En 1953, Peter se divorció de su primera esposa y le propuso matrimonio a Margarita. Tenía 16 años más que ella, y tenía dos hijos de su matrimonio anterior. Margarita aceptó e informó a su hermana. Aunque la reina Isabel II, aprobó el matrimonio, la iglesia se opuso rotundamente. El gabinete británico también se negó a aprobar el matrimonio, y los periódicos informaron que el matrimonio era "impensable" e "iría en contra de la tradición real y cristiana". Durante dos años, la especulación de la prensa continuó. Los clérigos le dijeron a Margarita que no podría recibir la comunión si se casaba con un hombre divorciado. Después de cumplir 25 años, decidió que no se casaría con Townsend y cumpliría con su deber ante el país.
 

El 31 de octubre de 1955, Margarita emitió una declaración:
"Me gustaría hacer saber que he decidido no casarme con el capitán Peter Townsend. He sido consciente de que, sujeto a mi renuncia a mis derechos de sucesión, podría haber sido posible para mí contraer un matrimonio civil. Pero consciente de las enseñanzas de la Iglesia de que el matrimonio cristiano es indisoluble, y consciente de mi deber con la comunidad, he decidido poner estas consideraciones antes que otras. He tomado esta decisión completamente sola, y al hacerlo me he fortalecido con el apoyo y la dedicación inagotables del Capitán Townsend."
Hubo críticas posteriores en el Reino Unido sobre la inflexibilidad de la Iglesia en relación con el divorcio. En 1959, a los 45 años, Peter se casó con Marie-Luce Jamagne, de 20 años, una ciudadana belga que había conocido el año anterior. Townsend murió de cáncer de estómago en 1995 en Francia. Tenía 80 años.

## Matrimonio
Después de algunos intereses románticos, incluyendo el futuro primer ministro canadiense, John Napier Turner, el 6 de mayo de 1960, Margarita se casó con el fotógrafo y cineasta británico Antony Armstrong-Jones, hijo de Ronald Armstrong-Jones y su primera esposa, Anne Messel, en la abadía de Westminster. Se conocieron en una cena en 1958 y se comprometieron en 1959. Armstrong-Jones le propuso matrimonio a Margarita con un anillo de compromiso de rubíes rodeado de diamantes en forma de capullo de rosa. Según los informes, aceptó su propuesta un día después de enterarse de que Peter Townsend tenía la intención de casarse con una joven belga. La luna de miel fue un crucero por el Caribe de seis semanas a bordo del yate real Britannia. Después del matrimonio, la pareja se instaló en apartamentos privados del palacio de Kensington.

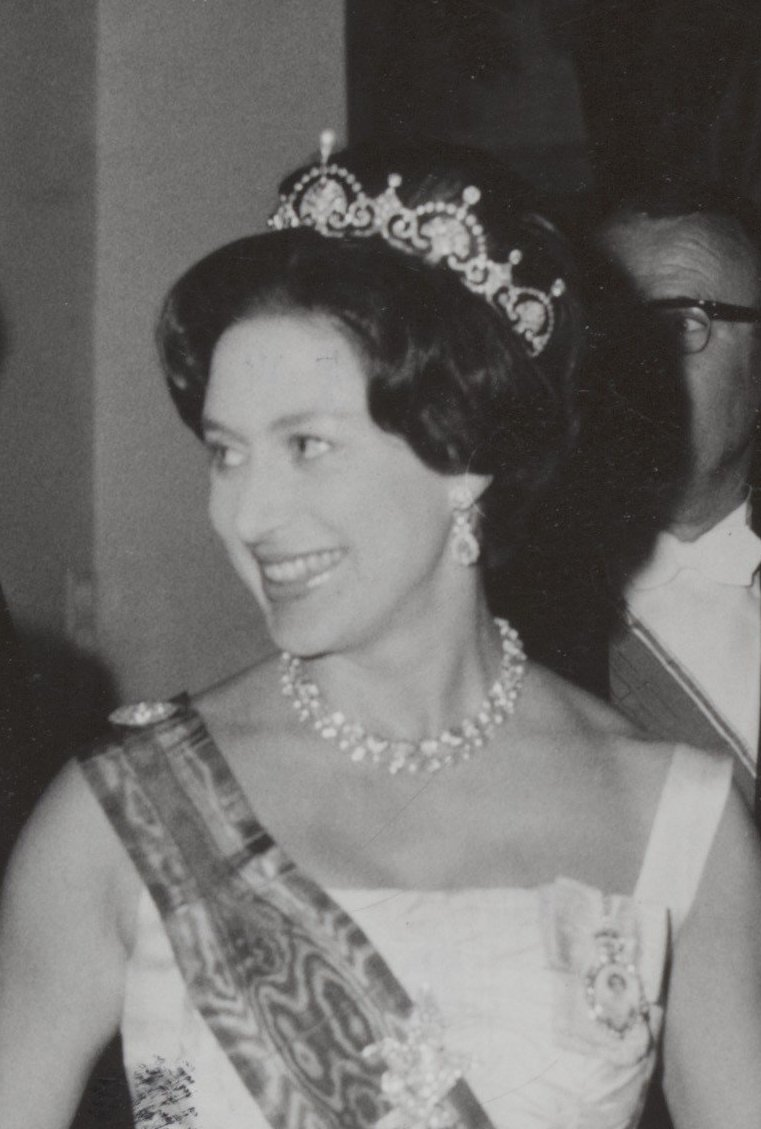
Margarita en 1965.

La ceremonia de matrimonio puede ser considerada como la primera boda real «moderna», gracias a la amplia disponibilidad de la televisión en el Reino Unido. En 1961, al esposo de la princesa, se le otorgó el título de conde de Snowdon; por ello, Margarita obtuvo formalmente el título de Su Alteza Real la princesa Margarita, condesa de Snowdon. Causaba gran preocupación la perspectiva de que una princesa británica diera a luz a un niño sin título. El matrimonio comenzó a desmoronarse temprana y públicamente. Las causas pueden haber sido diversas. Margarita pudo haberse casado motivada por el resentimiento que le provocó que la reina rechazara concederle el permiso para contraer matrimonio con Peter Townsend. A Snowdon le aburría el protocolo de los círculos reales, por lo cual la pareja comenzó a hacer vidas separadas.
Su matrimonio duró dieciséis años, que estuvieron acompañados de drogas, alcohol y comportamientos extraños por ambas partes. El 11 de julio de 1978, se divorciaron oficialmente. Fue el primer divorcio de un miembro de alto rango de la familia real británica desde la princesa Victoria Melita de Edimburgo en 1901. El 15 de diciembre de 1978, el exesposo de Margarita, se casó con Lucy Lindsay-Hogg. Margarita por otro lado, no volvió a casarse. 
Tuvieron dos hijos:
- David Armstrong-Jones, II conde de Snowdon, 1961.
  - Charles Armstrong-Jones vizconde Linley, 1999.
  - Lady Margarita Armstrong-Jones, 2002.

- Lady Sarah Armstrong-Jones, 1964.
  - Samuel Chatto, 1996.
  - Arthur Chatto, 1999.

## Enfermedad y muerte

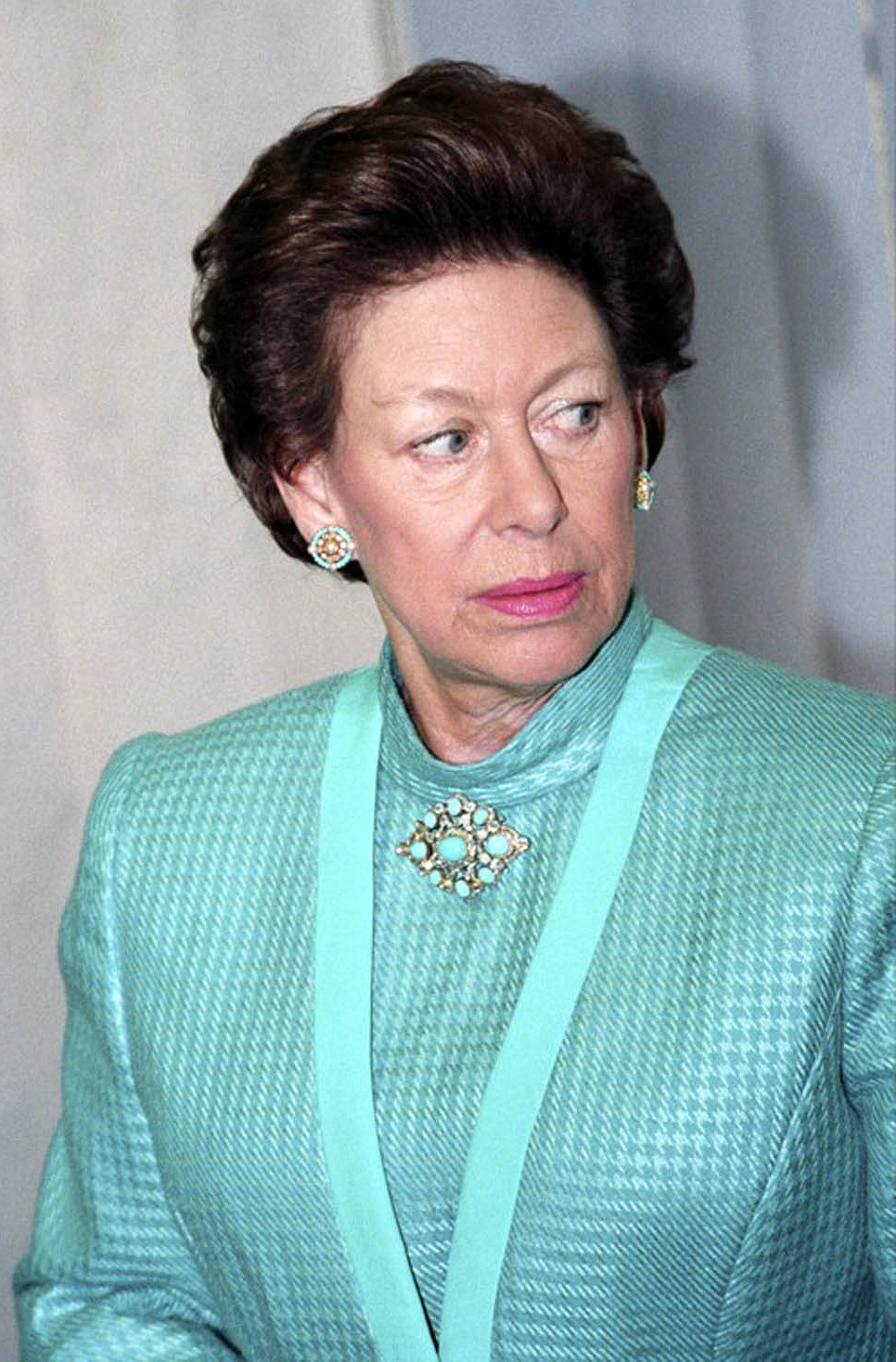
Margarita, c. 1980s.

La vida posterior de la princesa se vio empañada por la enfermedad y la discapacidad. Había fumado cigarrillos desde los 15 años o antes, y había continuado por muchos años. El 5 de enero de 1985, le extirparon parte del pulmón izquierdo. En 1991, dejó de fumar, aunque continuó bebiendo en exceso. En enero de 1993, ingresó en el hospital por neumonía. Sufrió un derrame cerebral leve el 23 de febrero de 1998 en su casa de vacaciones en Mustique. A principios del año siguiente, la princesa sufrió escaldaduras severas en sus pies en un accidente de baño, lo que afectó su movilidad en la medida en que necesitaba apoyo al caminar y, a veces, usaba una silla de ruedas. Fue hospitalizada el 10 de enero de 2001 debido a la pérdida de apetito y problemas para deglutir, después de un accidente cerebrovascular adicional. En marzo de 2001, los accidentes cerebrovasculares la habían dejado con visión parcial y parálisis en el lado izquierdo. Las últimas apariciones públicas de Margarita fueron en las celebraciones del cumpleaños número 101 de su madre en agosto de 2001, y en la celebración del cumpleaños número 100 de su tía, la princesa Alicia, duquesa de Gloucester, en diciembre de ese mismo año.
La princesa Margarita falleció el 9 de febrero de 2002, víctima de un accidente vascular cerebral a los 71 años. Su cuerpo fue incinerado y sus cenizas descansan en la misma sepultura que sus padres, en la Capilla conmemorativa del rey Jorge VI. Sus funerales coincidieron exactamente con el quincuagésimo aniversario del entierro de su padre el rey Jorge VI, llevados a cabo en la misma capilla de San Jorge del castillo de Windsor, el 15 de febrero de 1952. Su madre falleció el 30 de marzo de 2002 a causa de una bronquitis que la aquejaba. En 2022 su hermana la reina Isabel II junto a su consorte Felipe de Edimburgo también fueron enterrados allí.
Después de la muerte de Margarita, su dama de compañía, Lady Glenconner, dijo que ella estaba dedicada a la reina y la apoyaba tremendamente. Margarita fue descrita por su prima lady Isabel Shakerley, como "alguien que tuvo una maravillosa capacidad para complacer a mucha gente y estaba haciendo una muy, muy, muy buena y leal amiga". Otro primo, lord Lichfield, dijo que "estaba muy triste hacia el final de su vida, porque fue una vida incompleta".

## Títulos y tratamientos

Monograma real

| ● 21 de agosto de 1930-11 de diciembre de 1936: | Su alteza real la princesa Margarita de York                          |
| ● 11 de diciembre de 1936-6 de mayo de 1960:    | Su alteza real la princesa Margarita                                  |
| ● 6 de mayo de 1960-6 de octubre de 1961:       | Su alteza real la princesa Margarita, Sra. de Anthony Armstrong-Jones |
| ● 6 de octubre de 1961-9 de febrero de 2002:    | Su alteza real la princesa Margarita, condesa de Snowdon              |

## Patronazgos
- Presidenta del Ballet Real

## Distinciones honoríficas
Nacionales
- Medalla conmemorativa de la Coronación de Jorge VI del Reino Unido (12/05/1937)
- Dama compañera de la Imperial Orden de la Corona de la India (12/06/1947)
- Medalla conmemorativa de la Coronación de Isabel II del Reino Unido (02/06/1953)
- Dama gran cruz de la Real Orden Victoriana (01/06/1953)
- Dama gran cruz de la Venerable Orden de San Juan (20/06/1956)
- Medalla conmemorativa del Jubileo de Plata de Isabel II (06/02/1977)
- Real Cadena Victoriana (21/08/1990)
- Miembro de la Real Orden Familiar del Rey Jorge V
- Miembro de la Real Orden Familiar del Rey Jorge VI (10/05/1937)
- Miembro de la Real Orden Familiar de la Reina Isabel II (25/12/1952)

Extranjeras
- Dama gran cruz de la Orden del León Neerlandés (Reino de los Países Bajos, 1948)
- Dama de primera clase de la Orden de la Estrella Brillante de Zanzíbar (Zanzíbar, 1956)
- Dama gran cruz de la Orden de la Corona (Reino de Bélgica, 1960)
- Miembro de la Orden del León, la Corona y el Escudo (Reino de Toro, 1965)
- Dama gran cordón de la Orden de la Preciosa Corona (Estado de Japón, 05/10/1971)[17]

## Ancestros
| \| \| \| \| \| \| \| \| \| \| \| \| \| \| \| \| \| \| \| \| 16. Príncipe Alberto de Sajonia-Coburgo y Gotha \| \| \| \| \| \| \| \| \| \| \| \| \| \| \| \| \| \| \| \| \| \| \| \| \| \| \| \| \| \| \| \| \| \| \| \| \| \| \| \| \| \| \| \| \| \| \| \| \| \| \| \| \| \| 8. Eduardo VII, rey del Reino Unido \| \| \| \| \| \| \| \| \| \| \| \| \| \| \| \| \| \| \| \| \| \| \| \| \| \| \| \| \| \| \| \| \| \| \| \| \| \| \| \| \| \| \| \| \| \| \| \| \| \| \| \| \| \| 17. Victoria, reina del Reino Unido \| \| \| \| \| \| \| \| \| \| \| \| \| \| \| \| \| \| \| \| \| \| \| \| \| \| \| \| \| \| \| \| \| \| \| \| \| \| \| \| \| \| \| \| \| \| \| \| \| \| \| \| \| \| 4. Jorge V, rey del Reino Unido \| \| \| \| \| \| \| \| \| \| \| \| \| \| \| \| \| \| \| \| \| \| \| \| \| \| \| \| \| \| \| \| \| \| \| \| \| \| \| \| \| \| \| \| \| \| \| \| \| \| \| \| \| \| 18. Cristián IX, rey de Dinamarca \| \| \| \| \| \| \| \| \| \| \| \| \| \| \| \| \| \| \| \| \| \| \| \| \| \| \| \| \| \| \| \| \| \| \| \| \| \| \| \| \| \| \| \| \| \| \| \| \| \| \| \| \| \| 9. Princesa Alejandra de Dinamarca \| \| \| \| \| \| \| \| \| \| \| \| \| \| \| \| \| \| \| \| \| \| \| \| \| \| \| \| \| \| \| \| \| \| \| \| \| \| \| \| \| \| \| \| \| \| \| \| \| \| \| \| \| \| 19. Princesa Luisa de Hesse-Kassel \| \| \| \| \| \| \| \| \| \| \| \| \| \| \| \| \| \| \| \| \| \| \| \| \| \| \| \| \| \| \| \| \| \| \| \| \| \| \| \| \| \| \| \| \| \| \| \| \| \| \| \| \| \| 2. Jorge VI, rey del Reino Unido \| \| \| \| \| \| \| \| \| \| \| \| \| \| \| \| \| \| \| \| \| \| \| \| \| \| \| \| \| \| \| \| \| \| \| \| \| \| \| \| \| \| \| \| \| \| \| \| \| \| \| \| \| \| 20. Duque Alejandro de Württemberg \| \| \| \| \| \| \| \| \| \| \| \| \| \| \| \| \| \| \| \| \| \| \| \| \| \| \| \| \| \| \| \| \| \| \| \| \| \| \| \| \| \| \| \| \| \| \| \| \| \| \| \| \| \| 10. Francisco, duque de Teck \| \| \| \| \| \| \| \| \| \| \| \| \| \| \| \| \| \| \| \| \| \| \| \| \| \| \| \| \| \| \| \| \| \| \| \| \| \| \| \| \| \| \| \| \| \| \| \| \| \| \| \| \| \| 21. Condesa Claudia Rhédey de Kis-Rhéde \| \| \| \| \| \| \| \| \| \| \| \| \| \| \| \| \| \| \| \| \| \| \| \| \| \| \| \| \| \| \| \| \| \| \| \| \| \| \| \| \| \| \| \| \| \| \| \| \| \| \| \| \| \| 5. Princesa María de Teck \| \| \| \| \| \| \| \| \| \| \| \| \| \| \| \| \| \| \| \| \| \| \| \| \| \| \| \| \| \| \| \| \| \| \| \| \| \| \| \| \| \| \| \| \| \| \| \| \| \| \| \| \| \| 22. Príncipe Adolfo, duque de Cambridge \| \| \| \| \| \| \| \| \| \| \| \| \| \| \| \| \| \| \| \| \| \| \| \| \| \| \| \| \| \| \| \| \| \| \| \| \| \| \| \| \| \| \| \| \| \| \| \| \| \| \| \| \| \| 11. Princesa María Adelaida de Cambridge \| \| \| \| \| \| \| \| \| \| \| \| \| \| \| \| \| \| \| \| \| \| \| \| \| \| \| \| \| \| \| \| \| \| \| \| \| \| \| \| \| \| \| \| \| \| \| \| \| \| \| \| \| \| 23. Princesa Augusta de Hesse-Kassel \| \| \| \| \| \| \| \| \| \| \| \| \| \| \| \| \| \| \| \| \| \| \| \| \| \| \| \| \| \| \| \| \| \| \| \| \| \| \| \| \| \| \| \| \| \| \| \| \| \| \| \| \| \| 1. Princesa Margarita, condesa de Snowdon \| \| \| \| \| \| \| \| \| \| \| \| \| \| \| \| \| \| \| \| \| \| \| \| \| \| \| \| \| \| \| \| \| \| \| \| \| \| \| \| \| \| \| \| \| \| \| \| \| \| \| \| \| \| 24. Thomas Lyon-Bowes, lord Glamis \| \| \| \| \| \| \| \| \| \| \| \| \| \| \| \| \| \| \| \| \| \| \| \| \| \| \| \| \| \| \| \| \| \| \| \| \| \| \| \| \| \| \| \| \| \| \| \| \| \| \| \| \| \| 12. Claude Bowes-Lyon, xiii conde de Strathmore y Kinghorne \| \| \| \| \| \| \| \| \| \| \| \| \| \| \| \| \| \| \| \| \| \| \| \| \| \| \| \| \| \| \| \| \| \| \| \| \| \| \| \| \| \| \| \| \| \| \| \| \| \| \| \| \| \| 25. Charlotte Grimstead \| \| \| \| \| \| \| \| \| \| \| \| \| \| \| \| \| \| \| \| \| \| \| \| \| \| \| \| \| \| \| \| \| \| \| \| \| \| \| \| \| \| \| \| \| \| \| \| \| \| \| \| \| \| 6. Claude Bowes-Lyon, xiv conde de Strathmore y Kinghorne \| \| \| \| \| \| \| \| \| \| \| \| \| \| \| \| \| \| \| \| \| \| \| \| \| \| \| \| \| \| \| \| \| \| \| \| \| \| \| \| \| \| \| \| \| \| \| \| \| \| \| \| \| \| 26. Oswald Smith \| \| \| \| \| \| \| \| \| \| \| \| \| \| \| \| \| \| \| \| \| \| \| \| \| \| \| \| \| \| \| \| \| \| \| \| \| \| \| \| \| \| \| \| \| \| \| \| \| \| \| \| \| \| 13. Frances Dora Smith \| \| \| \| \| \| \| \| \| \| \| \| \| \| \| \| \| \| \| \| \| \| \| \| \| \| \| \| \| \| \| \| \| \| \| \| \| \| \| \| \| \| \| \| \| \| \| \| \| \| \| \| \| \| 27. Henrietta Mildred Hodgson \| \| \| \| \| \| \| \| \| \| \| \| \| \| \| \| \| \| \| \| \| \| \| \| \| \| \| \| \| \| \| \| \| \| \| \| \| \| \| \| \| \| \| \| \| \| \| \| \| \| \| \| \| \| 3. Lady Isabel Bowes-Lyon \| \| \| \| \| \| \| \| \| \| \| \| \| \| \| \| \| \| \| \| \| \| \| \| \| \| \| \| \| \| \| \| \| \| \| \| \| \| \| \| \| \| \| \| \| \| \| \| \| \| \| \| \| \| 28. Lord Charles Cavendish-Bentinck \| \| \| \| \| \| \| \| \| \| \| \| \| \| \| \| \| \| \| \| \| \| \| \| \| \| \| \| \| \| \| \| \| \| \| \| \| \| \| \| \| \| \| \| \| \| \| \| \| \| \| \| \| \| 14. Charles Cavendish-Bentinck \| \| \| \| \| \| \| \| \| \| \| \| \| \| \| \| \| \| \| \| \| \| \| \| \| \| \| \| \| \| \| \| \| \| \| \| \| \| \| \| \| \| \| \| \| \| \| \| \| \| \| \| \| \| 29. Anne Wellesley \| \| \| \| \| \| \| \| \| \| \| \| \| \| \| \| \| \| \| \| \| \| \| \| \| \| \| \| \| \| \| \| \| \| \| \| \| \| \| \| \| \| \| \| \| \| \| \| \| \| \| \| \| \| 7. Cecilia Cavendish-Bentinck \| \| \| \| \| \| \| \| \| \| \| \| \| \| \| \| \| \| \| \| \| \| \| \| \| \| \| \| \| \| \| \| \| \| \| \| \| \| \| \| \| \| \| \| \| \| \| \| \| \| \| \| \| \| 30. Edwyn Burnaby \| \| \| \| \| \| \| \| \| \| \| \| \| \| \| \| \| \| \| \| \| \| \| \| \| \| \| \| \| \| \| \| \| \| \| \| \| \| \| \| \| \| \| \| \| \| \| \| \| \| \| \| \| \| 15. Caroline Louisa Burnaby \| \| \| \| \| \| \| \| \| \| \| \| \| \| \| \| \| \| \| \| \| \| \| \| \| \| \| \| \| \| \| \| \| \| \| \| \| \| \| \| \| \| \| \| \| \| \| \| \| \| \| \| \| \| 31. Anne Caroline Salisbury \| \| \| \| \| \| \| \| \| \| \| \| \| \| \| \| \| \| \| \| \| \| \| \| \| \| \| \| \| \| \| \| \| \| \| \| \| \| \| \| \| \| \| \| \| \| \| \| \| \| \| \| |                                                             |  |  |  |  |  |  |  |  |  |  |  |  |  |  |  |
| |                                                             |  |  |  |  |  |  |  |  |  |  |  |  |  |  |  |
| | 16. Príncipe Alberto de Sajonia-Coburgo y Gotha             |  |  |  |  |  |  |  |  |  |  |  |  |  |  |  |
| |                                                             |  |  |  |  |  |  |  |  |  |  |  |  |  |  |  |
| |                                                             |  |  |  |  |  |  |  |  |  |  |  |  |  |  |  |
| | 8. Eduardo VII, rey del Reino Unido                         |  |  |  |  |  |  |  |  |  |  |  |  |  |  |  |
| |                                                             |  |  |  |  |  |  |  |  |  |  |  |  |  |  |  |
| |                                                             |  |  |  |  |  |  |  |  |  |  |  |  |  |  |  |
| | 17. Victoria, reina del Reino Unido                         |  |  |  |  |  |  |  |  |  |  |  |  |  |  |  |
| |                                                             |  |  |  |  |  |  |  |  |  |  |  |  |  |  |  |
| |                                                             |  |  |  |  |  |  |  |  |  |  |  |  |  |  |  |
| | 4. Jorge V, rey del Reino Unido                             |  |  |  |  |  |  |  |  |  |  |  |  |  |  |  |
| |                                                             |  |  |  |  |  |  |  |  |  |  |  |  |  |  |  |
| |                                                             |  |  |  |  |  |  |  |  |  |  |  |  |  |  |  |
| | 18. Cristián IX, rey de Dinamarca                           |  |  |  |  |  |  |  |  |  |  |  |  |  |  |  |
| |                                                             |  |  |  |  |  |  |  |  |  |  |  |  |  |  |  |
| |                                                             |  |  |  |  |  |  |  |  |  |  |  |  |  |  |  |
| | 9. Princesa Alejandra de Dinamarca                          |  |  |  |  |  |  |  |  |  |  |  |  |  |  |  |
| |                                                             |  |  |  |  |  |  |  |  |  |  |  |  |  |  |  |
| |                                                             |  |  |  |  |  |  |  |  |  |  |  |  |  |  |  |
| | 19. Princesa Luisa de Hesse-Kassel                          |  |  |  |  |  |  |  |  |  |  |  |  |  |  |  |
| |                                                             |  |  |  |  |  |  |  |  |  |  |  |  |  |  |  |
| |                                                             |  |  |  |  |  |  |  |  |  |  |  |  |  |  |  |
| | 2. Jorge VI, rey del Reino Unido                            |  |  |  |  |  |  |  |  |  |  |  |  |  |  |  |
| |                                                             |  |  |  |  |  |  |  |  |  |  |  |  |  |  |  |
| |                                                             |  |  |  |  |  |  |  |  |  |  |  |  |  |  |  |
| | 20. Duque Alejandro de Württemberg                          |  |  |  |  |  |  |  |  |  |  |  |  |  |  |  |
| |                                                             |  |  |  |  |  |  |  |  |  |  |  |  |  |  |  |
| |                                                             |  |  |  |  |  |  |  |  |  |  |  |  |  |  |  |
| | 10. Francisco, duque de Teck                                |  |  |  |  |  |  |  |  |  |  |  |  |  |  |  |
| |                                                             |  |  |  |  |  |  |  |  |  |  |  |  |  |  |  |
| |                                                             |  |  |  |  |  |  |  |  |  |  |  |  |  |  |  |
| | 21. Condesa Claudia Rhédey de Kis-Rhéde                     |  |  |  |  |  |  |  |  |  |  |  |  |  |  |  |
| |                                                             |  |  |  |  |  |  |  |  |  |  |  |  |  |  |  |
| |                                                             |  |  |  |  |  |  |  |  |  |  |  |  |  |  |  |
| | 5. Princesa María de Teck                                   |  |  |  |  |  |  |  |  |  |  |  |  |  |  |  |
| |                                                             |  |  |  |  |  |  |  |  |  |  |  |  |  |  |  |
| |                                                             |  |  |  |  |  |  |  |  |  |  |  |  |  |  |  |
| | 22. Príncipe Adolfo, duque de Cambridge                     |  |  |  |  |  |  |  |  |  |  |  |  |  |  |  |
| |                                                             |  |  |  |  |  |  |  |  |  |  |  |  |  |  |  |
| |                                                             |  |  |  |  |  |  |  |  |  |  |  |  |  |  |  |
| | 11. Princesa María Adelaida de Cambridge                    |  |  |  |  |  |  |  |  |  |  |  |  |  |  |  |
| |                                                             |  |  |  |  |  |  |  |  |  |  |  |  |  |  |  |
| |                                                             |  |  |  |  |  |  |  |  |  |  |  |  |  |  |  |
| | 23. Princesa Augusta de Hesse-Kassel                        |  |  |  |  |  |  |  |  |  |  |  |  |  |  |  |
| |                                                             |  |  |  |  |  |  |  |  |  |  |  |  |  |  |  |
| |                                                             |  |  |  |  |  |  |  |  |  |  |  |  |  |  |  |
| | 1. Princesa Margarita, condesa de Snowdon                   |  |  |  |  |  |  |  |  |  |  |  |  |  |  |  |
| |                                                             |  |  |  |  |  |  |  |  |  |  |  |  |  |  |  |
| |                                                             |  |  |  |  |  |  |  |  |  |  |  |  |  |  |  |
| | 24. Thomas Lyon-Bowes, lord Glamis                          |  |  |  |  |  |  |  |  |  |  |  |  |  |  |  |
| |                                                             |  |  |  |  |  |  |  |  |  |  |  |  |  |  |  |
| |                                                             |  |  |  |  |  |  |  |  |  |  |  |  |  |  |  |
| | 12. Claude Bowes-Lyon, xiii conde de Strathmore y Kinghorne |  |  |  |  |  |  |  |  |  |  |  |  |  |  |  |
| |                                                             |  |  |  |  |  |  |  |  |  |  |  |  |  |  |  |
| |                                                             |  |  |  |  |  |  |  |  |  |  |  |  |  |  |  |
| | 25. Charlotte Grimstead                                     |  |  |  |  |  |  |  |  |  |  |  |  |  |  |  |
| |                                                             |  |  |  |  |  |  |  |  |  |  |  |  |  |  |  |
| |                                                             |  |  |  |  |  |  |  |  |  |  |  |  |  |  |  |
| | 6. Claude Bowes-Lyon, xiv conde de Strathmore y Kinghorne   |  |  |  |  |  |  |  |  |  |  |  |  |  |  |  |
| |                                                             |  |  |  |  |  |  |  |  |  |  |  |  |  |  |  |
| |                                                             |  |  |  |  |  |  |  |  |  |  |  |  |  |  |  |
| | 26. Oswald Smith                                            |  |  |  |  |  |  |  |  |  |  |  |  |  |  |  |
| |                                                             |  |  |  |  |  |  |  |  |  |  |  |  |  |  |  |
| |                                                             |  |  |  |  |  |  |  |  |  |  |  |  |  |  |  |
| | 13. Frances Dora Smith                                      |  |  |  |  |  |  |  |  |  |  |  |  |  |  |  |
| |                                                             |  |  |  |  |  |  |  |  |  |  |  |  |  |  |  |
| |                                                             |  |  |  |  |  |  |  |  |  |  |  |  |  |  |  |
| | 27. Henrietta Mildred Hodgson                               |  |  |  |  |  |  |  |  |  |  |  |  |  |  |  |
| |                                                             |  |  |  |  |  |  |  |  |  |  |  |  |  |  |  |
| |                                                             |  |  |  |  |  |  |  |  |  |  |  |  |  |  |  |
| | 3. Lady Isabel Bowes-Lyon                                   |  |  |  |  |  |  |  |  |  |  |  |  |  |  |  |
| |                                                             |  |  |  |  |  |  |  |  |  |  |  |  |  |  |  |
| |                                                             |  |  |  |  |  |  |  |  |  |  |  |  |  |  |  |
| | 28. Lord Charles Cavendish-Bentinck                         |  |  |  |  |  |  |  |  |  |  |  |  |  |  |  |
| |                                                             |  |  |  |  |  |  |  |  |  |  |  |  |  |  |  |
| |                                                             |  |  |  |  |  |  |  |  |  |  |  |  |  |  |  |
| | 14. Charles Cavendish-Bentinck                              |  |  |  |  |  |  |  |  |  |  |  |  |  |  |  |
| |                                                             |  |  |  |  |  |  |  |  |  |  |  |  |  |  |  |
| |                                                             |  |  |  |  |  |  |  |  |  |  |  |  |  |  |  |
| | 29. Anne Wellesley                                          |  |  |  |  |  |  |  |  |  |  |  |  |  |  |  |
| |                                                             |  |  |  |  |  |  |  |  |  |  |  |  |  |  |  |
| |                                                             |  |  |  |  |  |  |  |  |  |  |  |  |  |  |  |
| | 7. Cecilia Cavendish-Bentinck                               |  |  |  |  |  |  |  |  |  |  |  |  |  |  |  |
| |                                                             |  |  |  |  |  |  |  |  |  |  |  |  |  |  |  |
| |                                                             |  |  |  |  |  |  |  |  |  |  |  |  |  |  |  |
| | 30. Edwyn Burnaby                                           |  |  |  |  |  |  |  |  |  |  |  |  |  |  |  |
| |                                                             |  |  |  |  |  |  |  |  |  |  |  |  |  |  |  |
| |                                                             |  |  |  |  |  |  |  |  |  |  |  |  |  |  |  |
| | 15. Caroline Louisa Burnaby                                 |  |  |  |  |  |  |  |  |  |  |  |  |  |  |  |
| |                                                             |  |  |  |  |  |  |  |  |  |  |  |  |  |  |  |
| |                                                             |  |  |  |  |  |  |  |  |  |  |  |  |  |  |  |
| | 31. Anne Caroline Salisbury                                 |  |  |  |  |  |  |  |  |  |  |  |  |  |  |  |
| |                                                             |  |  |  |  |  |  |  |  |  |  |  |  |  |  |  |
| |                                                             |  |  |  |  |  |  |  |  |  |  |  |  |  |  |  |